# 白鑫
白鑫（1903年—1929年11月11日），湖南常德人。白鑫1926年3月被录取为黃埔軍校第四期學生，在校時加入了中國共產黨。他隨葉挺的獨立團參加了北伐戰爭，後來成為政治部教導員。1929年初返回上海，擔任中共中央軍委秘書。後來向中國國民黨自首，提供中共领导人下落的情報，致彭湃、楊殷、顏昌頤、邢士貞、张际春五名共產黨人在其家中开会时被捕，彭、楊、顏、邢四人被殺。周恩來因此下令追殺白鑫，顧順章、陈赓指揮中共中央特科红队，在上海法租界將其伏击刺殺，当时报纸称之为“东方第一暗杀大案”。